# Louvigny (Sarthe)
Louvigny – miejscowość i gmina we Francji, w regionie Kraj Loary, w departamencie Sarthe.
Według danych na rok 1990 gminę zamieszkiwało 167 osób, a gęstość zaludnienia wynosiła 19 osób/km² (wśród 1504 gmin Kraju Loary Louvigny plasuje się na 1079. miejscu pod względem liczby ludności, natomiast pod względem powierzchni na miejscu 1055.).